# Gustavo Monje
Gustavo Monje (n. 8 iunie 1972, Buenos Aires, Argentina) este un actor, regizor, dramaturg și profesor argentinian, fondator al TBS Very funny.

## Cariera
A apărut ca figurant în filmul La Noche de los Lápices (1986) și a debutat profesional în anul 1990 în Invasiones Inglesas.

## Formare artistică
- 1985 - Cursuri de actorie: Ricardo Passano
- 1989 - 1993 Conservatorul Național de Artă Dramatică
- 1990 - Cursuri de actorie: Vivi Tellasi
- 1994 - Cursuri de actorie: Carlos Gandolfo
- 1995 - Cursuri de actorie: Joy Morris
- 2003 - 2005 Cursuri de actorie: Berta Goldemberg

## Teatru

### Actor
- 2017 Lord  Teatro Astral. Regie: Pepe Cibrian Campoy și Valeria Ambrosio
- 2015/16 Tiempos relativos  Teatro Picadilli. Scenariu și regie: Ricky Pashkus.
- 2015/16  Caso de éxito
- 2014 El capitán Beto Teatro Nacional Cervantes
- 2014 1er Beso Teatro El Cubo
- 2014 Brillantísima Teatro Atlas (MDQ) - Teatro Astros
- 2013 Locos Recuerdos - Teatro Nacional Cervantes
- 2012-2013 Escandalosas - Regie: Carlos Moreno
- 2012 Popera - Regie: Valeria Ambrosio
- 2012 Don Quijote de las Pampas - Regie: Julian Howard
- 2012 Los Fabulosos Grimm
- 2011 Gotitas de primavera
- 2011 Deportados de Neverland - Regie: Walter Velázquez
- 2010 Los Fabulosos Grimm[1]
- 2010 Antes de que me olvide - de Enrique Pinti. Regie:  Ricky Pashkus
- 2009 Una visita inoportuna - de Copi - Regie: Stéphan Druet
- 2009 Caravan, the jazz musical - Regie: Omar Pacheco
- 2008 Tres para el té[2]
- 2008 Casi ángeles - Regie: Cris Morena
- 2008 La jaula de las locas
- 2007 Un cierto concierto - Regie: Enrique Federman
- 2006-2007 Sweet Charity - Regie: Larry Raven
- 2006 La O de Odiseo - Regie: Cecilia Miserere
- 2005-2006 Fotos de infancias - Regie: Berta Goldenberg
- 2005 Aladín, será genial - Regie: Ariel Del Mastro
- 2004 La ópera de tres centavos - Regie: Betty Gambartes
- 2003 Zorba - Regie: Elena Tritek
- 2003 Amor Invisible - Regie: José Muñoz
- 2002 Candombe Nacional - Regie: Ricky Pashkus
- 2001-2002-2003 Huesito Caracú - Regie: Hugo Midón
- 2001 Grease - Regie: Rubén Ayala
- 2000 Bent - Regie: Alex Benn
- 2000 Los caballeros de la mesa ratona - Regie: Yamil Ostrovsky
- 2000 Cenicienta, la historia continúa - Regie: Daniel Casablanca
- 2000 Shakespiriando - Regie: Claudio Hochman
- 1998-1999 La Bella y la Bestia - Regie: Keith Batten
- 1998 Boquitas pintadas (Manuel Puig) - Regie: Oscar Aráiz
- 1997-1998 "Stan & Oliver" - Regie: Hugo Midón
- 1997 Cassano Dancing cu Eleonora Cassano
- 1995-1996 El Salpicón - Regie: Hugo Midón
- 1994 Rebelión en la granja - Regie: Víctor Laplace
- 1994 Botton Club - Regie: Aníbal Pachano
- 1993 Entre trusas e intrusos - Regie: Andrés Basalo
- 1993 El Jorobado de París - Regie: Pepe Cibrián
- 1991-1992 Drácula, el musical - Regie: Pepe Cibrián
- 1990-1991 Doña Disparate y Bambuco de María Elena Walsh- Regie: José María Paolantonio

### Scenarist și regizor
- 2016 Ondulantes
- 2012 Los valerosos Clownies
- 2011 Gotitas de primavera - în colaborare cu Giselle Pessacq[3]
- 2010 Los fabulosos Grimm - în colaborare cu Giselle Pessacq[4]
- 2009 Segunda ópera prima - Teatro Maipo[5]
- 2008 Tres para el té - în colaborare cu Giselle Pessacq[6]
- 2008 Clownies enrruedados